# Rodrigo Dosma
Rodrigo Dosma (Badajoz, 1533 - 9 de agosto de 1599) fue un humanista e historiador del siglo XVI. Nació en Badajoz el 20 de julio de 1533, hijo del canónigo de Badajoz, Luis Delgado, quien había estado muy activo en todos los conflictos capitulares y ciudadanos en el entorno de la Guerra de las Comunidades de Castilla, y de Francisca Rodríguez Pacheco. Tuvo al menos tres hermanos y dos hermanas según se deduce de su testamento. Se desconoce dónde cursó estudios, aunque en su única obra publicada en vida se identificó como pacensi canonico, magistro theologo Salmanticensi, lo que ha dado pie a que se pueda suponer que fue en Salamanca donde se formó, aunque en la extensa documentación de la Universidad de Salamanca no se le puede encontrar. Obtuvo el título de doctor, posiblemente en teología, pues con tal denominación aparece en la documentación catedralicia.
Se le atribuyen conocimientos (aparte de los normales en la época) de griego, hebreo, sirio y latín, habiéndose llegado a afirmar que colaboró con Benito Arias Montano en su obra bíblica, sin que conste su nombre en la extensa documentación e investigación sobre este estudioso. También se afirma que viajó extensamente, constando solamente que llegó a estar en Roma hacia 1580.
En 1574 tomó posesión de una canongía en Santiago de Compostela, renunciándola al año siguiente a favor de su hermano Álvaro Pérez de Osma. El 18 de agosto de 1578 tomó posesión de una canonjía en la catedral de Badajoz, ordenándose posteriormente como sacerdote, algo habitual en la época. Consta su presencia continuada en el cabildo badajocense entre 1580 y 1584. Sus relaciones con el conjunto del cabildo no debieron ser buenas, como testimonia el pleito que sostuvieron Dosma y la corporación entre 1583 y 1587 sobre el derecho (que Dosma defendió) de entrar en el coro con bordón, y que posiblemente oculte otro tipo de enfrentamientos no explicitados.
Murió el 9 de agosto de 1599, dejando mandado en su testamento, aparte de cuestiones pías, su enterramiento y legados familiares y personales, que se publicaran sus libros inéditos y que sus casas y fortuna se destinaran a la creación de un seminario (germen del actual Seminario Metropolitano de San Atón, que tardó en constituirse más de un siglo, en 1664). Fue enterrado en el claustro de la catedral de Badajoz.

## Obras
Dosma fue un prolífico escritor, aunque en vida publicara solamente una obra; publicándose otras póstumamente en virtud de su manda testamentaria. Dichas obras son:

### Editada en vida
- De authoritate sacrae scriturae ea introductorum libri III, Pinciae: per Didacum Ferdinandez a Córdoba Regium Typographum, 1594[3]

### Editadas póstumamente
- Ad Santorum quatuor evangeliorum cognitionem spectintia opera... Matriti, Ex tipographia Regia, 1601.
- Expositio sive Paraphrasis in sacros centum quinquaginta Psalmos et cantica canticorum, Madrid, Ludovico Sánchez, 1601.
- Tratado del sacramento de la Penitencia y Calidad del confessor y penitentes, Madrid, Imprenta Real, 1601.
- Diálogos Morales, Madrid, Imprenta Real, 1601.
- Discursos pátrios de la Real ciudad de Badajoz, Madrid, Imprenta Real, 1601[4] (reeditado: Dosma, Rodrigo: Discursos patrios de la real ciudad de Badajoz, edición de Vicente Barrantes, Badajoz, Comisión de Monumentos Históricos, 1870[5])

### Fragmentos conservados (Biblioteca Nacional de España, Manuscrito 8899, folios 30-31)[6]
- Itinerario. Pone Antonino dos caminos de Lisbona a Mérida
- Post multos annos, quam circuli quadraturam anno servatoris nati 1557

### Obras no publicadas y que no han aparecido
- De gramática castellana
- De confesión
- De cosas de devoción en versos
- De arte poética
- De música
- De retórica
- De comuni mathematica, libri III;
- De arithmetica, libri III;
- De perspectiva, libri II;
- De sphaeris, libri III;
- De computo eclesiástico, liber I;
- De ponderibus et potentiis et machinis, libri III;
- De geometria cum parergis et conicis, libri VI
- Annotationes in Euclidem, Archimedem et alios
- Conicorum, libri IV
- De monetis et mensuris

La lista de títulos da una idea de la amplitud de los intereses de Dosma, con especial atención a temas escriturísticos y relacionados con su carácter sacerdotal, además de por un interés por cuestiones matemáticas.
No obstante lo cual su principal aportación como autor ha sido como historiador, concretada en una única obra, posiblemente inacabada, los Discursos Patrios de la Real Ciudad de Badajoz

## Discursos Patrios de la Real Ciudad de Badajoz
El Discursos Patrios de la Real Ciudad de Badajoz es la obra más relevante de Dosma. Posiblemente el autor no la llegara a rematar, toda vez que se publicó póstumamente. En ella, construye una historia de la ciudad de Badajoz desde las perspectivas habituales del momento: demostrar su enorme antigüedad y filiación romana, a la vez que se construye una ininterrumpida sucesión eclesiástica que arranque de las primeras predicaciones apostólicas, con el fin último de asentar la importancia de la ciudad y de su historia. Fue lo normal en la época, pues coincide con la redacción y primeras controversias sobre los Falsos Cronicones.
Para ello, Dosma, en contra de toda lógica racional y científica, dedicó gran parte de su obra a demostrar que Badajoz fue la romana Pax Iulia, realmente ubicada en la portuguesa Beja (cuando esta hipótesis fue inmantenible se pasó a inventar para Badajoz una inexistente ciudad romana llamada Pax Augusta, mito todavía muy vigente en algunos sectores).
Igualmente, elaboró un Catálogo de los obispos, que arrancó en el año 352 d. C. y llevó hasta la conquista islámica de la Península, tomando libremente del episcopologio de Beja y de otras fuentes, atribuyéndoles a la diócesis badajocense. Para cubrir el periodo islámico (andalusí), recurrió a una lápida que dice haber sido hallada en su propia casa, con doce versos dodecasílabos acrósticos y dedicado a un obispo Daniel del año 1000, y que interpretó libremente. Dado que sólo Dosma vio la inscripción y que se ha perdido todo rastro del mismo, existe una fuerte sospecha de que fuera una de tantas falsificaciones epigráficas de la época.
Para los obispos posteriores a la conquista cristiana de la ciudad se apoyó en la documentación a su alcance y, aunque no exento de algún error, construye un episcopologio bastante fiable.
En suma, la importancia de Dosma es la de ser el primer historiador de la ciudad, la fuente de la que han partido cuantos se han ocupado del tema, e impuso un modelo interpretativo que duró varios siglos y que sólo muy recientemente se está empezando a desmontar desde perspectivas críticas y científicas.